# Награда „Нансен“ за принос към бежанците
Наградата „Нансен“ на Върховния комисар за бежанците на Организацията на обединените нации за принос към бежанците се присъжда всяка година от Върховния комисариат за бежанците на ООН (ВКБООН) на отделния човек, група или организация, като признание за изключителни заслуги към каузата на бежанците, разселените лица или на лица без гражданство. Тя е създадена през 1954 година.

## Произход
Наградата носи името на безстрашния норвежки полярен изследовател, политик и носител на Нобелова награда за мир – Фритьоф Нансен. Като първи Върховен комисар за бежанците в Обществото на народите, постиженията на Нансен са допринесли значително за даването на право на глас на насилствено разселените лица.
Наградата „Нансен“ за принос към бежанците се състои от възпоменателен медал, медал „Нансен“ и парична награда от 100 000 долара, предоставена от правителствата на Норвегия и Швейцария за стартирането на съвместен проект в консултации с ВКБООН за подпомагане на насилствено разселените.
Швейцарското и норвежкото правителство, Норвежкият Съвет за Бежанците (НСБ) и Фондация ИКЕА в подкрепа на програмата на наградата „Нансен“ за принос към бежанците.

## Церемония по награждаването
Всяка година наградата „Нансен“ се присъжда на официална церемония в Женева, Швейцария – „световната хуманитарна столица“. Провежда се в Батимент де форсес Мотрисе, като церемонията съвпада с годишната среща на Изпълнителния комитет на ВКБООН.

## Дискусионен панел „Нансен“
През 2011 г. ВКБООН си сътрудничи с университета в Женева, Фондация за Женева и Академия по международно хуманитарно право и човешки права в Женева, в организирането на първия дискусионен панел „Нансен“. Вече като ежегодно събитие, дискусията привлича и ангажира интелектуалната общност на Женева, медиите и младежта в каузата на бежанци и работата на ВКБООН.
През 2012 г. се провежда дискусия на тема „Les femmes et la reconstruction de la Somalie: du trouble à l'espoir“ („Жените и преустройството на Сомалия: от смут до надежда“), с участието на Лейма Гбоуи, лауреат на Нобелова награда за мир през 2011, генералния секретар на Комисията за ядрено регулиране Елизабет Расмусон и почетния посланик на добра воля на ВКБООН Барбара Хендрикс.

## Номинации
За най-силни се считат онези кандидати, които са надхвърлили служебните си задължения, като са проявили упоритост и смелост, и също така лично, пряко и значително подпомогнали насилствено разселените хора.
Номинациите трябва да се подават чрез уебсайта на наградата „Нансен“ за принос към бежанците. Настоящи или бивши служители на ВКБООН нямат право да се кандидатират. Лица, които номинират себе си, както и междуорганизационни номинации, не се насърчават.

## Списък на победителите
- 1954: Елинор Рузвелт (Съединените щати)
- 1955: Кралица Юлиана Нидерландска (Нидерландия)
- 1956: Дороти Д. Хютън (Съединените щати) и Герит Ян ван Хойвен Годхарт (постмъртно) (Нидерландия)
- 1957: Лига на обществата на червения кръст
- 1958: Дейвид Хогит (Обединеното Кралство) и Пиер Якобсен (постмъртно) (Франция)
- 1959: Оскар Хелмер (Австрия)
- 1960: Кристофър Чатауей, Колин Джоунс, Тревър Филпот и Тимъти Рейзън (Обединеното Кралство)
- 1961: Олав V (Норвегия)
- 1962: Тасман Хейс (Австралия)
- 1963: Международен комитет на доброволческите агенции
- 1964: Мей Къруен (Обединеното Кралство), Франсоа Прециози (посмъртно) (Италия) и Жан Плике (поссмъртно) (Франция)
- 1965: Луси Чевали (Франция), Ана Роса Шлийпър де Мартинез Гереро (посмъртно) (Аржентина)
- 1966: Йорген Ньоредам (посмъртно) (Дания)
- 1967: Принц Бернхард (Нидерландия)
- 1968: Бернард Аркенс (Сенегал) и Чарлс Х. Джордан (посмъртно) (Съединените щати)
- 1969: Принцеса Принсеп Шах (Непал)
- 1971: Луис У. Холборн (САЩ)
- 1972: Свана Фридриксдотир (Исландия)
- 1974: Хелмут Френц (Чили)
- 1975: Джеймс Дж. Норис (Съединените щати)
- 1976: Олав Ходне (Норвегия) и Мари-Луис Бертшингер (посмъртно) (Швейцария)
- 1977: Малайзийско общество на червения полумесец (Малайзия)
- 1978: Серетсе Кама (Ботсвана)
- 1979: Валери Жискар д'Естан (Франция)
- 1980: Марилуз Шлоетер Паредес (Венецуела)
- 1981: генерал Пол Кълън (Австралия)
- 1982: Кралица Соня на Норвегия (Норвегия)
- 1983: Джулиъс Ниерере (Танзания)
- 1984: Люис М. Хилър, Джеф Кас и Грег Турей (Съединените щати)
- 1985: Пауло Еваристо Арнс (Бразилия)
- 1986: „Народът на Канада“ (приета от Губернатор Генерал Жан Саве от името на Елизабет II, Кралица на Канада)
- 1987: Хуан Карлос I (Испания)
- 1988: Суед Мунир Хюсейн (Пакистан)
- 1989: Дайсаку Икеда (Япония)
- 1991: Пол Вайс (посмъртно) (Австрия) и Либертина Аполо Аматила (Намибия)
- 1992: Ричард вон Вайцсекер (Германия)
- 1993: Лекари без граници
- 1995: Грасе Машел (Мозамбик)
- 1996: Хендикап Интернешънъл
- 1997: Джоан Клас (Съединените щати)
- 1998: Мустафа Абдулджемил Джемилев (Украйна)
- 2000: Йелена Силайджик (Босна и Херцеговина), Абуне Паулос (Етиопия), Лао Монг Хей (Камбоджа), Мигел Анжел Естрела (Аржентина) и доброволци от ООН
- 2001: Лучано Павароти (Италия)
- 2002: Арне Ринан (Норвегия), екипът на кораба за пренос Тампа и Валениус Вилхемсен
- 2003: Аналена Тонели, (Италия)
- 2004: Мемориален център за човешки права (Русия)
- 2005: Маргурит Баранкитсе (Бурунди)
- 2006: Акио Канаи (Япония)
- 2007: Катрин Камилери (Малта)
- 2008: Крис Кларк (Обединеното Кралство) и ливанския и международен персонал на минната програма на ООН в Южен Ливан
- 2009: Едуард Кенеди (Съединените щати)
- 2010: Аликсандра Фацина (Обединеното Кралство)
- 2011: Общество за хуманитарна солидарност (Йемен)
- 2012: Хауа Аден Мохамед (Сомалия) за работата ѝ с Образователния център за мир и развитие в Галкайо[6]
- 2013: Анджелик Намайка (Демократична Република Конго)[7]
- 2014: Пеперуди с нови крила изграждат бъдеще (Пеперуди) (Red Mariposas de Alas Nuevas Construyendo Futuro) – колумбийска мрежа за права на жените, които работят в помощ на жертвите на насилствено разселване и сексуално насилие
- 2015: Акила Азифи (Пакистан) – бежанка от Афганистан, която помага на млади момичета бежанци да получат образование
- 2016: Гръцки доброволци от Елинския спасителен екип,[8] и Ефи Латсуди от селището PIKPA за неуморните им доброволни усилия да подкрепят бежанци, които пристигат в Гърция по време на Европейската бежанска криза.[9]